# اریک اشمیت
اریک امرسون اشمیت (انگلیسی: Eric Emerson Schmidt؛ زادهٔ ۲۷ آوریل ۱۹۵۵) تاجر و مهندس نرم‌افزار آمریکایی است که از سال ۲۰۰۱ تا ۲۰۱۱ به عنوان مدیر عامل گوگل و از سال ۲۰۱۱ تا ۲۰۱۵ رئیس اجرایی شرکت بوده است. او همچنین رئیس اجرایی آلفابت بین سال‌های ۲۰۱۵ تا ۲۰۱۷ و و مشاور فنی این شرکت از سال ۲۰۱۷ تا ۲۰۲۰ بوده است. شاخص میلیاردرهای بلومبرگ، دارایی خالص او را در آوریل ۲۰۲۲ برابر با ۲۵٫۱ میلیارد دلار تخمین زد.

## مشاغل
در اوایل کار حرفه ایی خود، اشمیت یک سری پست‌ها را در برخی شرکت‌های فناوری اطلاعات مانند آزمایشگاه‌های بل و زیراکس بر عهده داشت.

## سفر به کره شمالی
او در روز دوشنبه ۱۸ دی ۱۳۹۱ به همراه بیل ریچاردسون فرماندار سابق ایالت نیومکزیکو وارد پیونگ یانگ شد. سفر وی خصوصی و با هدف کمک به آزادی یک آمریکایی کره‌ای‌تبار صورت می‌گیرد که یک سال است در کره شمالی زندانی است.
کاخ سفید از این سفر که بعد از آزمایش موشکی اخیر کره شمالی صورت می‌گیرد انتقاد کرده است.